# わが懐かしのブエノスアイレス

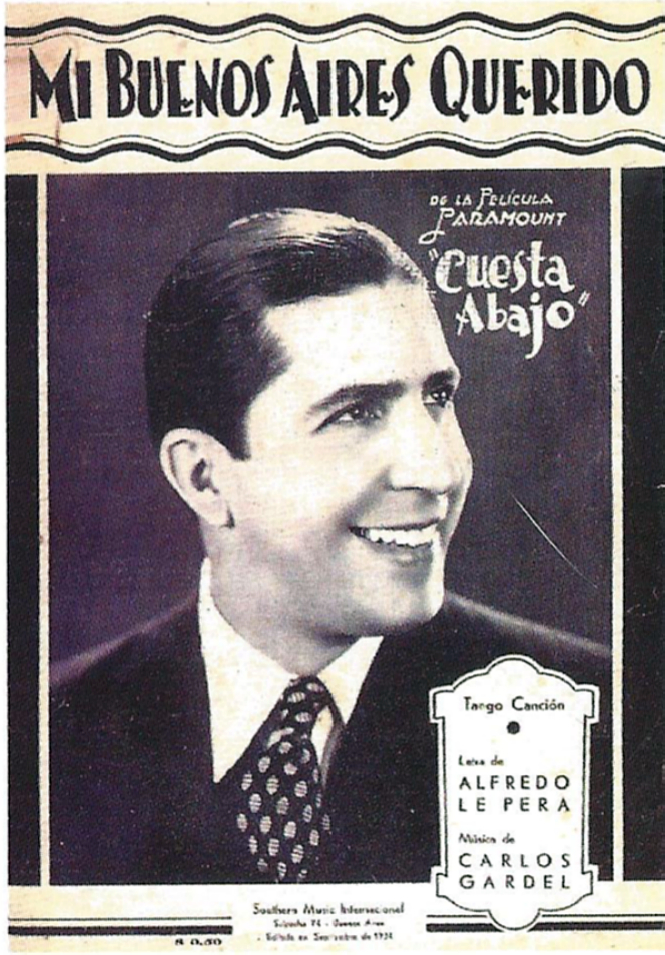
わが懐かしのブエノスアイレス

『わが懐かしのブエノスアイレス 』（わがなつかしのブエノスアイレス、西：Mi Buenos Aires querido）は、カルロス・ガルデル（Carlos Gardel）作曲のタンゴ。

## 概要
1934年発表の曲である。アルフレード・レ・ペラ（Alfredo Le Pera）作の歌詞がある。歌詞の内容は、他国からブエノスアイレスを懐かしむ内容となっている。アメリカで撮影された映画の挿入歌として作曲された。なお、この曲が作曲された同年の6月24日、作曲者のガルデルと作詞者のレ・ペラが、アメリカからアルゼンチンへ帰国する途上での、コロンビアでの飛行機事故で亡くなっている。1936年の同名の映画でも、この曲が使われた。
歌詞つき、および歌詞なし演奏で、長く演奏されてきた。

## カヴァー
- フリオ・イグレシアス（Julio Iglesias）
- ダニエル・バレンボイム（Daniel Barenboim）